# 진도실업고등학교
진도실업고등학교(珍島實業高等學校)는 대한민국 전라남도 진도군 진도읍 교동리에 있는 공립 고등학교이다.

## 학교 연혁
- 1937년 4월 17일 : 진도농업실수학교 설립인가(1학급)
- 1951년 8월 31일 : 진도농업고등학교 인가(6학급)
- 1967년 10월 5일 : 진도실업고등학교로 교명 개칭(농과, 축산과, 상업과 각 1학급)
- 1997년 3월 1일 : 진도여종고 흡수 통폐합(계 25학급)
- 2013년 3월 1일 : 전남도교육청 지원형 특성화고등학교 지정(금융정보과 인가)
- 2017년 7월 26일 : 학과 개편(사무행정과 2학급, 드론기계고 2학급 인가)
- 2021년 3월 1일 : 사무행정과 6학급, 드론기계과 6학급, 특수학급 1학급(계 13학급)
- 2025년 2월 7일 : 제73회 졸업(55명) 졸업생 총수(9,824명)
- 2025년 3월 1일 : 제36대 서양언 교장 부임
- 2025년 3월 4일 : 신입생 45명 사무행정과 6학급, 드론기계과 6학급, 특수학급 2학급 (계 14학급) 편성

## 설치 학과
- 사무행정과
- 드론기계과

## 참고 자료
- 진도실업고등학교 - 한국교육학술정보원 학교알리미